# Erbesso
Erbesso (in greco antico: Ἑρβησσός?, Herbēssós; in latino Herbēssus) era un'antica città sicula.

## Storia

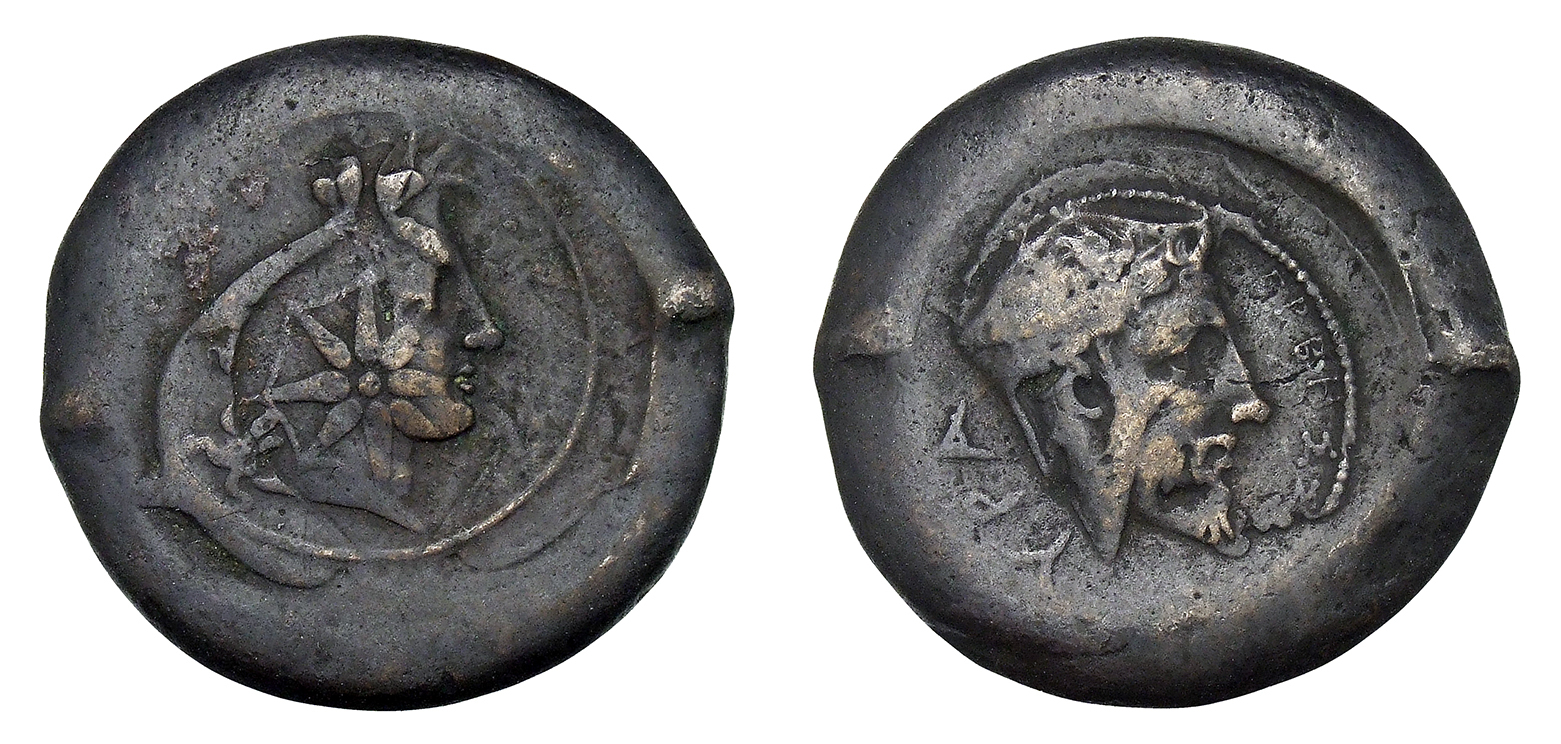
Moneta di bronzo coniata nel periodo 357–335 a.C.

Viene menzionata per la prima volta come città sicula alleata ai cartaginesi durante l’assedio di Siracusa. Per questo motivo, nel 404 a.C., la città fu attaccata invano dal tiranno siracusano Dionisio. Fallito il tentativo per la diserzione dei suoi soldati, Dionisio preferì stringere un accordo con essa. Agatocle vi stabilì un presidio, che, nel 309 a.C., fu scacciato dagli acragantini mentre il tiranno si trovava in Africa. La città divenne alleata di Akragas. Fu alleata di Siracusa. La sua esistenza è nota grazie alle fonti antiche. Il tiranno Gelone captò le acque dal suo territorio con un acquedotto che le conduceva a Siracusa.
Nel 214 a.C. vi trovarono rifugio Ippocrate di Siracusa ed Epicide, in fuga da Lentini. La forza siracusana inviata contro di loro fu convinta a disertare. La città si alleò a Cartagine Fu poco dopo conquistata dai romani di Marcello. Plinio la annovera tra le "civitates latinae condicionis". Si conservano monete di Erbesso dell’anno 325 a.C. circa, con l’iscrizione «ΕΡΒΗΣΣΙΝΩΝ».

## Localizzazione
La città, scomparsa in tempi antichi, è stata identificata spesso con Pantalica, proprio perché Tito Livio afferma che Ippocrate ed Epicide, fuggendo da Leontinoi, si rifugiarono a Erbesso, mentre i Romani li raggiungevano fermandosi prima nella vicina Megara Hyblaea. Altri studiosi come il Fazellus invece identificano il fiume Mylas con la valle del Marcellino, un sito archeologico siculo molto significativo, ponendo Erbesso sui Monti Climiti, nel territorio di Melilli.
Dunque è molto probabile che la città sicula dovesse trovarsi a metà strada tra Megara e Leontinoi, dunque presso Pantalica. Tuttavia, più recentemente la sua localizzazione è stata individuata presso il sito archeologico di Montagna di Marzo nel territorio di Piazza Armerina.
Ad un'altra città con lo stesso nome si riferisce Polibio, che narra come i Romani vi si rifornissero durante l'assedio di Agrigento nella seconda guerra punica. Tale centro è stato forse identificato presso Siculiana Marina. Lo storico Picone, invece, identificò il sito dell’antica città nel territorio detto di Terravecchia presso l’antico feudo del Modaccamo a Raffadali.